# Marathon, Florida
Marathon är en stad (city) i Monroe County, i delstaten Florida, USA. Enligt United States Census Bureau har staden en folkmängd på 8 387 invånare (2011) och en landarea på 21,9 km².